# Isopterygium brevicuspis
Isopterygium brevicuspis är en bladmossart som beskrevs av Brotherus in Corbière 1912. Isopterygium brevicuspis ingår i släktet Isopterygium och familjen Hypnaceae. Inga underarter finns listade i Catalogue of Life.